# 松山駅 (京畿道)
松山駅（ソンサンえき）は、大韓民国京畿道議政府市竜峴洞にある議政府軽電鉄の駅である。駅番号は(U124)。

## 駅構造
相対式ホーム2面2線を有する高架駅。　

### のりば
| 上り | ● | 鉢谷・回竜・軽電鉄議政府・東梧方面 |
| 下り | ● | 塔石方面                           |

## 歴史
- 2012年7月1日 - 議政府軽電鉄が開業。

## 隣の駅
議政府軽電鉄
●議政府軽電鉄　
魚竜駅 (U123) - 松山駅 (U124) - 塔石駅 (U125)